# Hennagyij Joszipovics Udovenko
Hennagyij Joszipovics Udovenko (ukrán betűkkel: Геннадій Йосипович Удовенко; Krivij Rih, 1931. június 22. – Kijev, 2013. február 12.) ukrán diplomata, politikus. 1994–1998 között Ukrajna külügyminisztere, 1997 szeptemberétől 1998 júniusáig az ENSZ Közgyűlésének elnöke volt.